# Thelema.6
 (octobre 2017).
Si vous disposez d'ouvrages ou d'articles de référence ou si vous connaissez des sites web de qualité traitant du thème abordé ici, merci de compléter l'article en donnant les références utiles à sa vérifiabilité et en les liant à la section « Notes et références ».
Albums de Behemoth
Satanica
(1999) Zos Kia Cultus (Here and Beyond)
(2002)
Thelema.6 est le cinquième album studio du groupe de Black metal polonais Behemoth. L'album est sorti en 2000 sous le label Avantgarde Music.

## Musicien
- Adam "Nergal" Darski - chant, guitare
- "Havok" - guitare
- Marcin "Novy" Nowak - basse
- Zbigniew Robert "Inferno" Promiński - batterie

## Liste des morceaux
| No  | Titre                                                | Durée |
| --- | ---------------------------------------------------- | ----- |
| 1.  | Antichristian Phenomenon                             | 4:41  |
| 2.  | The Act of Rebellion                                 | 3:49  |
| 3.  | Inflamed with Rage                                   | 3:14  |
| 4.  | ΠΑΝ ΣΑΤΥΡΟΣ                                          | 4:25  |
| 5.  | Natural Born Philosopher                             | 4:00  |
| 6.  | Christians to the Lions                              | 3:03  |
| 7.  | Inauguration of Scorpio Dome                         | 3:07  |
| 8.  | In the Garden of Dispersion                          | 3:32  |
| 9.  | The Universe Illumination (Say 'Hello' to My Demons) | 3:33  |
| 10. | VINVM SABBATI                                        | 3:26  |
| 11. | 23 (The Youth Manifesto)                             | 4:01  |
| 12. | The End                                              | 0:23  |